# ولتيتة
وَلْتِيتة (بالشلحية: ئدا ولتيت) وهي عِبارةٌ عن: اتحاديةٍ كُبرى تجمع عدّة قبائل في جبال جزولة (الأطلس الصغير الغربيّ) تنتمي إليها قبيلة بعقيلة، ورسموكة، وسملالة، وكانت فيما مضى تَضُمُّ قبيلةَ زروالة (تازَرْوَلْت)، وقبيلة أهل المعدر شمال تزنيت.

## موقعها الجغرافي
يمتَدّ مَوطنها على منطقة واسعةٍ من سفح الأطلس الصغير الذي يَنْظُر إلى المحيط الأطلسي ويشمَل جُزءاً من سهل تزنيت.

## أصل
يذهب بعض الباحثين إلى القول بأنّ (ولتيتة) هم الذين ذكرهم الجغرافيّ الرومانيّ پــوليب polype في القرن الثاني قبل الميلاد باسم: scelatitos (بلين pline، الكتاب الأول ، الفصل التاسع، نقل عنه روجي roget في المغرب عند الكتّاب القُدامى)، وتذكر الأسطورة أنّ جدّ ولتيتة بأجمعهم هو سيدي زوزال الجُزوليّ خرج من مدينة تمدُلت بعد خرابها، وهو جد سيدي أحمد بن موسى السملالي الوليّ الصالح الذي يُنسب إليه رؤساء زروالة، وتذكر الرواية أنّ سيدي زوزال ربّما أقام أولَ الأمر عند رسموكة، كما أقام عندهم ولده سيدي إدريس، ولكن حفيده سيدي موسى بن إدريس أقام عند سملالة (السملاليّين)، وهناك ولد سيدي أحمد بن موسى السملالي المتوفّى عامَ 1563م.
وفي إحصاء القبائلِ الذي أنجزه إبراهيم الحساني للسلطان أحمد المنصور والمعروف بديوان قبائل سوس أو بالكُنّاش نَجِدُ ولتيتة: بعقيلة ورسموكة وسملالة ومجموع حسابها في التقدير الضريبي لذلك الإحصاء ثلاثة آلافِ سَرْجةٍ ألف لكلّ ثلث.

## انقسام قبائل الأطلس الصغير إلى مجموعتين
في القرون المتأخرة انقسمتْ قبائلُ الأطلس الصغير إلى مجموعتين من أصل جزولة: إحداهما حول تازروالت، وتضُمّ ولتيتة و الاخصاص و إمجاط أو (مجاط)، والأخرى في الأطلس الصغير الأوسطِ حول هرغة، وتضمّ هلالة وإدوزكري وإبرقاقن وإسفّن وإدوكنسوس وإدونظيف.